# Karl Heinrich von Zielinski
Karl Heinrich von Zielinski (né le 6 novembre 1772 à Schwentainen (de) et mort le 9 août 1817 à Königsberg) est un général de division prussien et commandant de la 1re brigade de troupes à Königsberg.

## Biographie

### Origine
Karl est le fils du seigneur de Schwentainen Johann Siegmund von Zielinski (1712-1787) et de son épouse Dorothea, née Moyseschewitz (1736-1809). Son frère Johann Christoph meurt en 1780 comme cadet à Berlin ; Friedrich Wilhelm (mort en 1817) est major et brigadier d'arrondissement de la gendarmerie.

### Carrière militaire
Zielinski étudie aux maisons des cadets de Stolp et de Berlin. Le 9 avril 1791, il est employé comme enseigne dans le 41e régiment d'infanterie « Jung-Woldeck » de l'armée prussienne et est promu sous-lieutenant en novembre 1792. Lors de la première guerre de coalition contre la France, il combat à la canonnade de Valmy, à la bataille de Rupertsberg et de Schatzel, à la bataille de Kaiserslautern et au siège de Landau dans le Palatinat. Pour son comportement lors de la bataille d'Edinghofen, Zielinski reçoit l'Ordre Pour le Mérite le 29 juillet 1794.
Après la guerre, il est promu capitaine d'état-major et lieutenant quartier-maître à la mi-mars 1804 avec un salaire de 800 thalers. Le 20 octobre 1805, Zielinski devient capitaine et participe à ce titre à la guerre de la Quatrième Coalition. Il combat lors de la bataille d'Auerstedt et est fait prisonnier avec une grave blessure à la tête. Cette blessure le dérangera pour le reste de sa vie et il en meurt plus tard. Le 8 avril 1807, il est échangé et reçoit dans un premier temps 200 thalers en soutien. Il devient également major le 21 septembre 1807 avec un brevet daté du 27 août 1807. Le 26 décembre 1808, il est transféré à l'état-major du général Yorck. De là, le 3 avril 1810, il rejoint le 2e régiment de Prusse-Orientale en tant que commandant du bataillon de fusiliers puis le 23 mars 1811, il devient commandant du 1er régiment d'infanterie de Prusse-Orientale. Dès le 24 mai 1811, Zielinski reçoit le commandement des troupes légères de la brigade de Prusse-Occidentale. Le 8 juillet 1811, il obtient un budget mensuel de 208 thalers, huit groschen et quatre rations. Le 15 juin 1812, il est de nouveau muté et nommé commandant du régiment d'infanterie du Corps. À ce poste, il participe à la bataille de Gräfenthal et est promu lieutenant-colonel le 14 mars 1813.
Un peu plus tard, Zielinski rejoint le corps de Yorck (1er corps d'armée) comme chef de brigade le 26 mars 1813, où il devient colonel le 25 juin 1813. À la mi-août 1813, il est nommé chef d'état-major de la 1re armée. Pendant les guerres napoléoniennes, il participe aux batailles de Lützen, Bautzen, au passage de Wartenburg mais aussi à la bataille de Leipzig ainsi qu'aux batailles de Brienne, La Rothière, Vauchamps, Etoges et Craonne. Zielinski reçoit la croix de fer de 2e classe pour son travail à Königswartha-Weißig et de 1re classe pour Katzbach. Le 8 décembre 1813, il est promu major général avec un brevet daté du 10 décembre 1813.
Le 23 mars 1815, il est transféré au 5e corps d'armée sous le commandement de York. Là, il devient commandant de la 1re brigade de troupes le 24 septembre 1815 à Königsberg. Il reçoit l'ordre de Saint-Vladimir de 3e classe des mains du tsar russe et l'ordre de Sainte-Anne de 1re classe. Il meurt le 9 août 1817 à Königsberg des suites d'un traumatisme crânien subi pendant la guerre.

### Famille
Zielinski se marie avec Wilhelmine (« Minna ») Luise Antoinette Wagner (1799-1875) le 7 mars 1816 à Francfort-sur-l'Oder. Elle connait Rahel Varnhagen et correspond avec elle depuis un certain temps. Après la mort de son mari, sa veuve se marie le 15 juin 1835 avec Adolf Eduard von Tresckow (de) (1805-1865), qui est alors sous-lieutenant dans le régiment du Corps, puis passe au ministère des Affaires étrangères et travaille également comme écrivain,.